# Чайкув (Турецький повіт)
Чайкув (пол. Czajków) — село в Польщі, у гміні Добра Турецького повіту Великопольського воєводства.
Населення — 86 осіб (2011).
У 1975-1998 роках село належало до Конінського воєводства.

## Демографія
Демографічна структура станом на 31 березня 2011 року:
|          | Загалом | Допрацездатний вік | Працездатний вік | Постпрацездатний вік |
| -------- | ------- | ------------------ | ---------------- | -------------------- |
| Чоловіки | 50      | 19                 | 29               | 2                    |
| Жінки    | 36      | 9                  | 20               | 7                    |
| Разом    | 86      | 28                 | 49               | 9                    |